# Klavs Lawes
Klavs Henrik Lawes (født 18. april 1956 i København) er en dansk officer og kammerherre, som siden 1. februar 2013 har været chef for Den Kongelige Livgarde og Københavns kommandant.
Som seksårig kom han til Vordingborg med sine forældre og blev student fra Vordingborg Gymnasium. Han gik på sergentskolen i Sønderborg og blev 1979 optaget på A-linjen på Hærens Officersskole, blev 1983 premierløjtnant, 1986 kaptajn, var 1986-87 på Føringskursus I/Stabskursus I og 1991-92 på Operations- og Føringsuddannelse/Stabskursus II, blev 1992 major, 1999 oberstløjtnant, 2003 midlertidig oberst og 2008 virkelig oberst og samme år midlertidig brigadegeneral.
- 1983-86 næstkommanderende for et kompagni under Bornholms Værn,
- 1987-89 operationsofficer ved staben, Bornholms Region,
- 1989-91 chef for en opklaringseskadron under Bornholms Værn,
- 1992 chef for en operationssektion under Bornholms Værn,
- 1992-93 næstkommanderende ved operationssektion, hovedkvarteret, Det Europæiske Fællesskabs Monitor Mission i ex-Jugoslavien,
- 1993-95 sagsbehandler i Beredskabs- og Øvelsessektionen, Forsvarsstaben,
- 1995-99 assisterende militærrådgiver ved Den Danske Mission i New York,
- 1999-02 i overtalligt nummer (Konsulent i Forsvarsministeriet, KNV-sektionen),
- 2002-03 chef for en bataljon i Den Kongelige Livgarde,
- 2003 stillet til rådighed for Hærens Operative Kommando,
- 2004 chef for DANBN, MNB-N, KFOR,
- 2004-08 forsvarsattaché i Warszawa

- 2008 forsvarsattaché i Moskva.

På dronningens fødselsdag i 2013 blev han udnævnt til kammerherre. Han har siden 4. oktober 2012 været Kommandør af Dannebrogordenen og bærer Hæderstegnet for god tjeneste ved Hæren, Den polske Hærs Medalje og Médaille de la Défense Nationale.